# Carl Levin
Carl Levin (Detroit, 1934. június 28. – Henry Ford Hospital, 2021. július 29.) az Amerikai Egyesült Államok Michigan államának demokrata szenátora 1979 és 2015 között.